# Thenmus
Genre
Thenmus est un genre de pseudoscorpions de la famille des Menthidae.

## Distribution
Les espèces de ce genre sont endémiques d'Australie.

## Liste des espèces
Selon Pseudoscorpions of the World (version 3.0) :
- Thenmus aigialites Harvey, 1990
- Thenmus augustus Harvey, 2006

## Publication originale
- Harvey & Muchmore, 1990 : The systematics of the family Menthidae (Pseudoscorpionida). Invertebrate Taxonomy, vol. 3, p. 941-964.